# متحف الثورة (كوبا)
متحف الثورة (بالإسبانية: Museo de la Revolución)، هُو مُتحف يقع في منقطة هافانا القديمة في هافانا عاصمة كوبا، وهُو نفس المبنى الذي كان سابقا القصر الرئاسي لجميع الرؤساء الكوبيين ابتداء من ماريو غارسيا مينوكال ووصولا إلى فولغنسيو باتيستا. حُول مبنى القصر الرئاسي إلى متحف الثورة خلال السنوات التي أعقبت الثورة الكوبية، وقد تعرض مبنى القصر لهُجوم سنة 1957 قاده تنظيم الطلبة الثوريين.

## المبنى

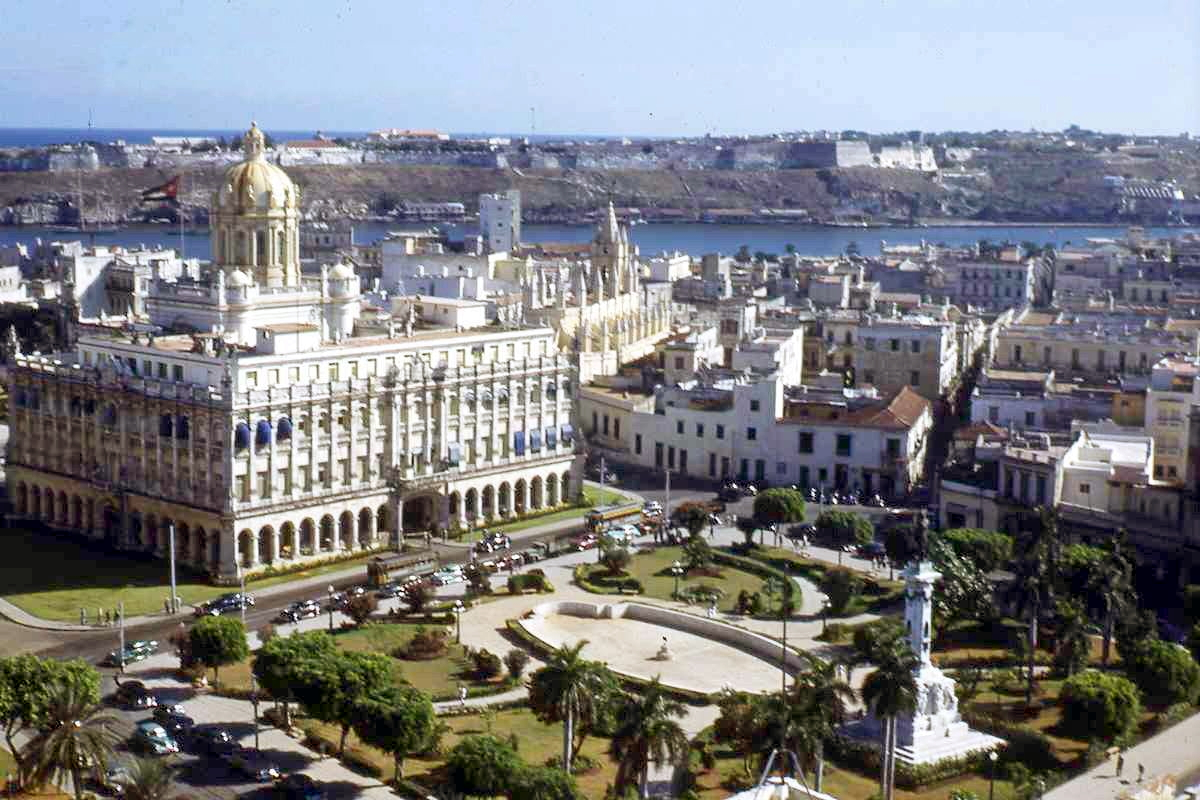
القصر الرئاسي باركوي ألفريدو زياس

صُمم القصر الرئاسي على يد المُهندس الكوبي رودولفو ماروري والمُهندس المعماري البلجيكي بول بيلاو. وهذا الأخير صمم أيضًا مبنى سنترو جاليغو (بالإسبانية: Centro Gallego) أو ما يُعرف حاليًا باسم مسرح هافانا الكبير. افتُتح القصر الرئاسي سنة 1920 على يد الرئيس ماريو غارسيا مينوكال، وظل المبنى يحتفظ بهذه الصفة حتى الثورة الكوبية سنة 1959.
كان المبنى موقعًا لهُجوم في مارس 1957 قاده تنظيم الطلبة الثوريين في جامعة هافانا بُإية اغتيال الرئيس فولغينسيو باتيستا. هذا الهُجوم كان من شقين، بحيث أن الشق الأول تمثل في الاستيلاء على راديو ريلوكس في مبنى راديوسينترو، بينما الشق الثاني تركز في الهُجوم على القصر الرئاسي. كلا الهجومين فشل، ووفقًا لفور تشومون أحد قادة الهُجوم، فإن التنظيم نهج استراتيجية غولبي أريبا (بالإسبانية: golpe arriba) وتحالف مع مينيلاو مورا موراليس للإطاحة بالحكومة من خلال اغتيال الرئيس فولغينسيو باتيستا.

## المعروضات
غالبية المعروضات في المتحف ترجع إلى حد كبير لفترة الحرب الثورية في الخمسينيات وتاريخ البلاد بعد عام 1959. خُصصت أقسام من المتحف أيضًا لمعروضات تُؤرخ لتاريخ كوبا ما قبل الثورة، حيث من بينها أشياء ترجع لحقبة حرب الاستقلال الكوبية خلال الفترة 1895-1898 ضد الاحتلال الإسباني. كما يوجد في المتحف أيضا قسم خاص بتكريم الرئيس الأمريكي أبراهام لنكولن.

## أنظر أيضا
- تاريخ كوبا
- الثورة الكوبية
- إل كابيتوليو

## روابط خارجية
- عندما انتفض طلاب الجامعة على حكومة كوبا (صور)
- الثورة في هافانا. Chicago Daily Tribune. March 14, 1957.
- لم يكن الطلاب هم من هاجموا القصر.
- حقائق عن هجوم 13 مارس 1957 على القصر الرئاسي.